# Livarot (queso)
El livarot es un queso francés fabricado en la región de Normandía, originario de la comuna de Livarot, se beneficia de una Apelación de Origen Controlada desde 1975.

## Características
Es un queso a base de leche de vaca, se presenta en forma redonda con una pasta cremosa con corteza lavada de color anaranjada, circundado por entre tres y cinco bandas de tallos de espadaña (typha latifolia) secadas y cortadas (se usan igualmente bandas de papel). Estas bandas en su origen servían para mantener la forma del queso en el proceso de maduración ya que tenía una tasa de materia grasa menos elevada.
El color anaranjado de la corteza se debe al brevibacterium linens, fermento del rojo, como la bija, un colorante natural.
Su peso medio es de 450 gramos, pero existe igualmente en formatos diferentes: 3/4 de livarot (135 gramos), el medio livarot, llamado Petit-Lisieux (120 gramos) el cuarto de livarot (60 gramos).
Producción: 1 101 toneladas en 1998 (-12,2 % desde 1996).
Su periodo de degustación óptimo se extiende de mayo a septiembre tras una maduración de 6 a 8 semanas, pero es igualmente bueno de marzo a diciembre.
El livarot es también llamado el coronel por el hecho de portar cinco bandas como la graduación de un coronel del ejército.

## Denominación de origen
A nivel nacional, en Francia, el Livarot es reconocido como appellation d'origine contrôlée (AOC) desde 1975, confirmada por un decreto de 1986. A partir de 1996, es una denominación de origen protegida (PDO) ante la Unión Europea. A nivel internacional, cuenta con registro como denominación de origen, conforme al Sistema de Lisboa, ante la Organización Mundial de la Propiedad Intelectual, desde el 5 de abril de 1976.